# Synopeas dentiscutum
Synopeas dentiscutum är en stekelart som först beskrevs av Szabó 1981.  Synopeas dentiscutum ingår i släktet Synopeas och familjen gallmyggesteklar. Inga underarter finns listade i Catalogue of Life.